# Orkla (rzeka)
Orkla – rzeka w Norwegii, w okręgu Trøndelag, na południowy zachód od Trondheim. Na długości 172 km przepływa doliną Orkladal przez gminy Tynset, Rennebu i Orkland. Wpada do fiordu Orkdalsfjord (odnoga Trondheimsfjorden) w Orkanger.
Nad rzeką, w miejscowości Løkken Verk w gminie Orkland znajdował się największy w Norwegii, działający już w połowie XVII wieku ośrodek wydobycia pirytów i rud miedzi. Górnictwo znad rzeki Orkla było zalążkiem potęgi jednej z największych dziś firm Norwegii, koncernu Orkla, którego logo – stylizowany niedźwiedź trzymający topór wewnątrz koła zębatego – nawiązuje do górniczych tradycji.
Orkla jest miejscem cenionym przez wędkarzy, z bardzo czystą wodą; powszechnie spotyka się tu łososie o wadze kilku kilogramów, dziesięciokilogramowe są spotykane często, a niekiedy trafiają się sztuki nawet powyżej dwudziestu.

## Gospodarka
Rzeka jest uregulowana, na jej nurcie wybudowano w latach 1978–1985 pięć zbiorników retencyjnych z elektrowniami wodnymi:
| Nazwa      | Moc   | Rok uruchomienia |
| ---------- | ----- | ---------------- |
| Ulset      | 35 MW | 1985             |
| Litjfossen | 75 MW | 1982             |
| Brattset   | 80 MW | 1982             |
| Grana      | 75 MW | 1982             |
| Svorkmo    | 55 MW | 1983             |